# 分枝大油芒
分枝大油芒（学名：Spodiopogon ramosus），为禾本科大油芒属下的一个植物种。